# Franca Deza
Franca Lorella Deza Ferreccio (Lima, 4 de junio de 1959) es una diplomática peruana. Fue ministra de Relaciones Exteriores del Perú durante el gobierno Manuel Merino, desde el 12 al 17 de noviembre del año 2020.

## Biografía
Nació en la ciudad de Lima, el 4 de junio de 1959.
Es licenciada en Relaciones Internacionales, por la Academia Diplomática del Perú. Es bachiller en Derecho y Ciencias Políticas por la Universidad de Lima. También es magíster en derecho internacional por la Universidad Ruprecht Karls en Heidelberg, Alemania. 

### Carrera diplomática
Ingresó al Servicio Diplomático de la República en 1988.
Se desempeñó como jefa de la Oficina General de Recursos Humanos además como directora general de tratados, ambos en el Ministerio de Relaciones Exteriores. 
En diciembre del año 2012 fue nombrada cónsul general del Perú en Barcelona, España. Permaneció en el cargo hasta diciembre del 2017.
En mayo del 2018 fue designada directora de Integración, de la Dirección General para Asuntos Económicos del Ministerio de Relaciones Exteriores del Perú. Permaneció en el cargo hasta julio del mismo año, cuando pasó a ser asesora especializada de la Dirección General para Asuntos Multilaterales y Globales.
Desde noviembre del año 2024 se desempeña como Embajadora del Perú ante el Reino de los Países Bajos. 

## Ministra de Relaciones Exteriores
El 12 de noviembre del 2020, Franca Deza fue nombrada como ministra de Relaciones Exteriores del Perú por el presidente Manuel Merino, en el gabinete presidido por Ántero Flores-Aráoz. Sin embargo, Deza permaneció en el cargo hasta el día 17 de noviembre del mismo año, tras la renuncia de Merino a la presidencia del Perú por las protestas contra el gobierno de transición, en donde hubo dos personas fallecidas. 
En el año 2024, Franca Deza asumió como embajadora Extraordinaria y Plenipotenciaria del Perú, siendo recibida por su Majestad el rey Guillermo Alejandro de los Países Bajos.

## Reconocimientos
- Orden del Infante Don Enrique en el grado de oficial. Portugal